# Albast

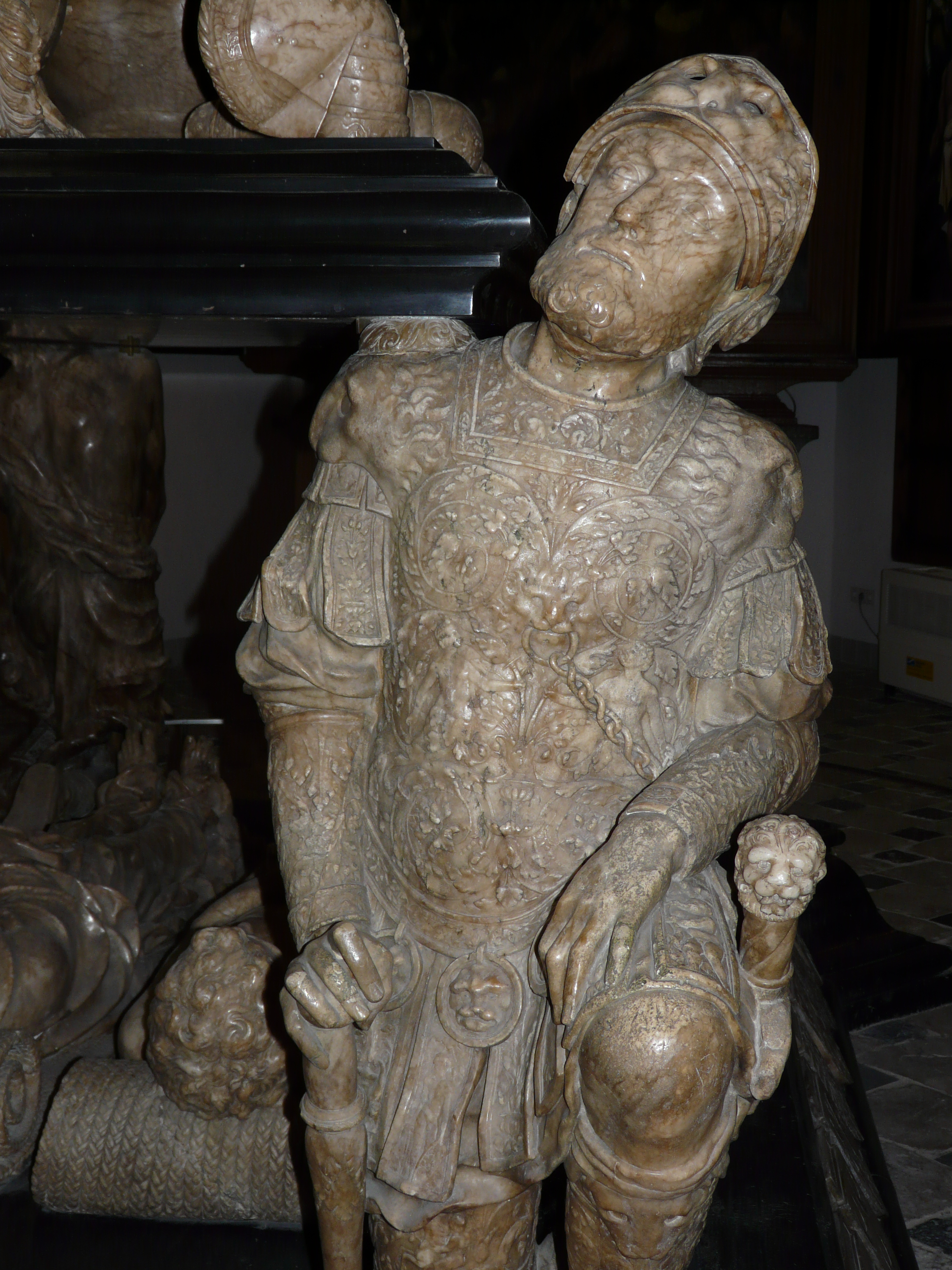
Het Praalgraf van Engelbrecht II van Nassau (detail) in de Grote of Onze-Lieve-Vrouwekerk te Breda is gemaakt van Belgisch zwart marmer en Engels gipsalbast

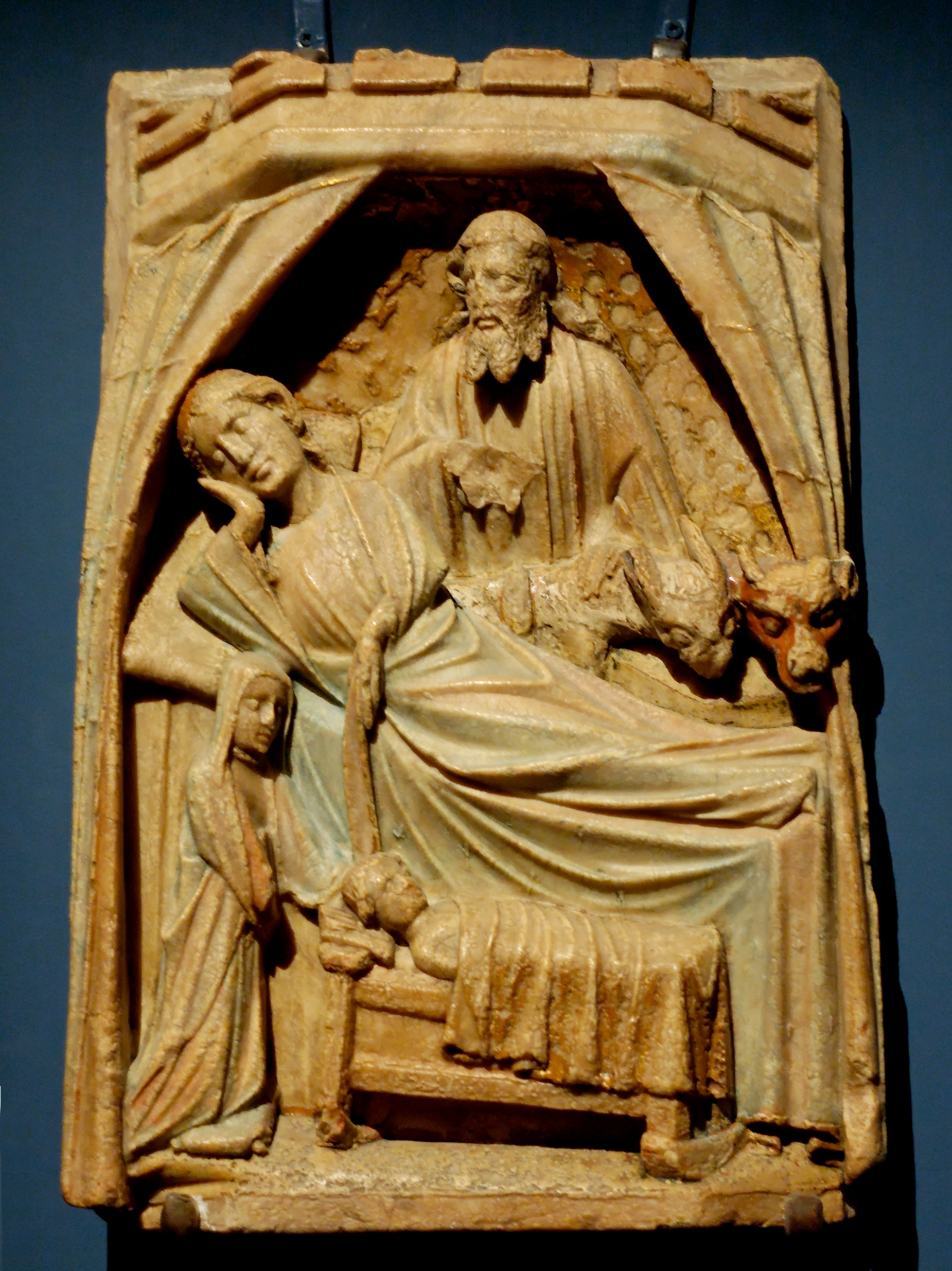
Albasten voorstelling van de geboorte van Jezus

De naam albast of albaster wordt gebruikt voor verschijningsvormen van twee verschillende mineralen: gips en calciet (of seleniet).
De hardheid van beide varianten vormt een belangrijk verschil. Gipsalbast is zo zacht dat het makkelijk met een vingernagel bekrast kan worden (hardheid 1,5 tot 2). Kalkalbast is bestand tegen vingernagels, maar kan wel met een mes worden bekrast (hardheid 3).

## Kalkalbast
Kalkalbast is een geelachtig wit, vrij hard marmer. Het wordt ook oriëntaalse albast genoemd omdat het al in de oudheid bewerkt werd in het Midden-Oosten. Een andere naam is onyxmarmer, omdat de gebande structuur aan onyx herinnert. De Griekse naam alabastrites is wellicht afkomstig van de stad Alabastron, in Egypte, waar de steen werd gedolven, maar het is ook mogelijk dat de stad naar de steen is vernoemd. Er is tevens gesuggereerd dat de naam uit het Arabisch stamt.

Het oriëntaalse albast werd veel gebruikt om parfum- en zalfflesjes van te maken. Bovendien werden Egyptische canopische vazen naast kalksteen vaak van albast gemaakt.

## Gipsalbast
Gipsalbast (of seleniet) is een doorschijnende steensoort die bestaat uit niet helemaal uitgekristalliseerd gips en wordt in knollen aangetroffen. De vindplaatsen zijn onder andere Engeland, Italië, Spanje en Egypte. Aan de buitenkant vertonen de albastknollen vaak onregelmatigheden. Kleiresten en delen aarde bevinden zich hier voor een deel in de steen. Deze verontreiniging is karakteristiek voor albast en verleent de steen mede hierdoor zijn charme.
Tegenwoordig wordt gipsalbast nog steeds gebruikt voor het vervaardigen van kunst- en gebruiksvoorwerpen.

## Trivia
Wanneer een echtpaar 75 jaar is getrouwd wordt dat een albasten bruiloft genoemd.